# Yamanaka Ino
Yamanaka Ino (山中いの, Yamanaka = 'onder de bergen', Ino = zwijn, Chinees sterrenbeeld) is een personage van de manga en anime serie Naruto. Zij is een student van Sarutobi Asuma.

## Persoonlijkheid
Ino is op zichzelf gericht, brutaal en absoluut niet verlegen. Ze verbergt haar liefde niet, springt jongens gewoon aan en zegt mensen midden in hun gezicht hoe lelijk ze zijn. Ino zit wat dat betreft niet in een team wat erg bij haar past. Shikamaru is volgens haar lui, vervelend en stom, en Chouji een dikzak die eens op dieet zou moeten gaan. Ino werkt in de bloemenwinkel van haar vader Yamanaka Inoichi en schikt er vaak bloemen.

## Achtergrond
Lang geleden was Ino een populair meisje op school, in tegenstelling tot Haruno Sakura, die heel erg gepest werd om haar grote voorhoofd. Ino vertelde Sakura dat ze haar voorhoofd ook niet moest verbergen, maar juist moest tonen omdat ze een schattig gezichtje had. Ino beloofde haar iets en gaf haar de volgende dag een haarlintje. Na een lange tijd, als beiden tot Genin benoemd zijn, geeft Sakura het lintje terug aan Ino en zegt erbij dat ze Ino's hulp niet meer nodig zal hebben. Op dat moment waren beide meiden rivalen omdat ze allebei op dezelfde jongen, Uchiha Sasuke, vielen.

## Capaciteiten
Als lid van de Yamanaka clan heeft Inoichi zijn dochter de geheime technieken van deze clan geleerd. Daaronder valt ten eerste de Mind Confusion technique (Shintenshin no Jutsu), waarbij de gebruiker zijn ziel naar het lichaam van een ander verplaatst. Die ander kan elk levend wezen zijn. Nadeel is wel dat het lichaam van de gebruiker zielloos op de grond valt en dat de ziel langzaam naar zijn doel vliegt en dus makkelijk te ontwijken is. Daar komt bij dat als het overgenomen lichaam schade krijgt, het lichaam van de gebruiker van de Shintenshin exact dezelfde schade oploopt. Inoichi heeft een alternatief voor deze nadelen, de Mind Body Disturbance technique (Shinranshin no Jutsu). Hierbij zend de gebruiker alleen mentale energie naar zijn opponent, die daar wel door wordt overheerst en niet meer uit eigen wil kan handelen zolang deze Jutsu bezig is. In de anime heeft Ino deze techniek geleerd, in de manga nog niet. Ino leert tijdens de timeskip ook een medicinale ninjutsu, de Mystical Palm technique (Shousen no Jutsu).

## Verhaal
Tijdens het Chuunin Examen wordt Haruno Sakura overvallen door ninja's van de slechte ninja Orochimaru. Ino en haar team besluiten haar te helpen. Ino's team komt door deze ronde van het Chuunin Examen en gaat door naar het vechtonderdeel. Ino en Sakura worden willekeurig tegenover elkaar gezet voor een gevecht. Beiden doen hard hun best, maar geen van beiden kan het gevecht winnen. Het blijft gelijkspel en ze gaan allebei niet door naar de volgende ronde, de finalegevechten.
Dit was de laatste keer dat Ino in actie is gezien. De rest van de tijd wordt ze behalve in de fillers niet meer gezien. In Part II van Naruto komt ze weer terug, samen met haar team. Als Akatsukileden Kakuzu en Hidan hun oude mentor Sarutobi Asuma gedood hebben, besluiten Ino, Shikamaru en Chouji wraak te nemen. Maar helaas zien we Ino op een ding na niet in actie. Ino neemt de ziel over van een duif om Hidan en Kakuzu te lokaliseren, maar verder zien we niks van haar vechtkunsten.